# Муни, Дебра
Дебра Муни (англ. Debra Mooney, род. 28 августа 1947) — американская актриса.

## Жизнь и карьера
Дебра Муни родилась в Абердине, Южная Дакота. Закончив Миннесотский университет она начала выступать на театральной сцене, а в 1979 году дебютировала на Бродвее в пьесе «Глава вторая», а после снялась в одноимённой кино адаптации с Маршей Мейсон и Валери Харпер.
Муни появилась в более восьмидесяти телешоу и фильмах на протяжении своей карьеры. Она в первую очередь известна по своей роли Эдны Харпер, матери главного героя, в телесериале «Любовь вдовца», где она снималась с 2002 по 2006 год, на протяжении всего периода трансляции. Также она снялась в нескольких недолго просуществовавших ситкомах и была заметна в каких сериалах как «Розанна», «Скорая помощь» и «Практика». На большом экране она появилась в таких фильмах как «Тутси», «Общество мёртвых поэтов» и «Скрытая угроза». В 2012 году Шонда Раймс пригласила Муни во второй сезон своего сериала «Скандал».

## Избранная фильмография
| Год       |   | Русское название | Оригинальное название | Роль      |
| --------- | - | ---------------- | --------------------- | --------- |
| 2015—2017 | с | Древние          | The Originals         | Мэри Дюма |